# فرانكو بيراردي
فرانكو بيراردي (بالإيطالية: Franco Berardi)‏ هو كاتب سيناريو وكاتب وفيلسوف إيطالي، ولد في 2 نوفمبر 1949 في بولونيا في إيطاليا.

## وصلات خارجية
- فرانكو بيراردي على موقع IMDb (الإنجليزية)
- فرانكو بيراردي على موقع قاعدة بيانات الفيلم (الإنجليزية)